# Gare de Tallinn-Baltique
La gare de Tallinn-Baltique (estonien : Balti jaam) est une gare ferroviaire en cul-de-sac, origine des lignes de Tallinn à Narva et de Tallinn à Paldiski. Située dans le quartier de Kelmiküla à Talinn, la capitale de l’Estonie, son bâtiment voyageur est bordé au sud-est par Toompuiestee, un boulevard qui longe, par son autre côté, le centre historique, Vanalinn (signifiant « vieille ville »). C'est la principale gare de la ville.

## Histoire
La gare Baltique est mise en service le 5 novembre 1870 (24 octobre au calendrier de l'époque), lorsqu'est ouverte à l'exploitation la ligne de Paldiski à Saint-Petersbourg, via Tallinn des Chemins de fer de la Baltique.
Elle dispose d'un bâtiment, conçu par l'architecte Rudolf Otto von Knüpffer (de), avec une façade symétrique et deux étages. Elle comporte notamment : un grand hall, une salle des billets, une salle pour les bagages, trois salles d'attente, première, seconde et troisième classe. Au deuxième étage on trouve des logements et les bureaux de la compagnie.
Le bâtiment est entièrement reconstruit dans les années 1960.

## Service des voyageurs

### Desserte
La gare a sept quais et elle dessert les lignes internationales Tallinn–Moscou et Tallinn–Saint Pétersbourg opérées par GoRail ou Elron, les lignes de longue distance de Tallinn à Pärnu, Narva et Viljandi ainsi que les trains locaux.
Les lignes internationales et de longues distances sont:
- Elron
  - Tallinn-Tartu-Valga
  - Tallinn-Tartu-Koidula
  - Tallinn-Narva
  - Tallinn-Pärnu/Viljandi
  - Tallinn-Aegviidu
  - Tallinn-Riisipere/Paldiski
- GoRail 
  - Tallinn–Moscou
  - Tallinn–Saint Pétersbourg

## Galerie de photographies

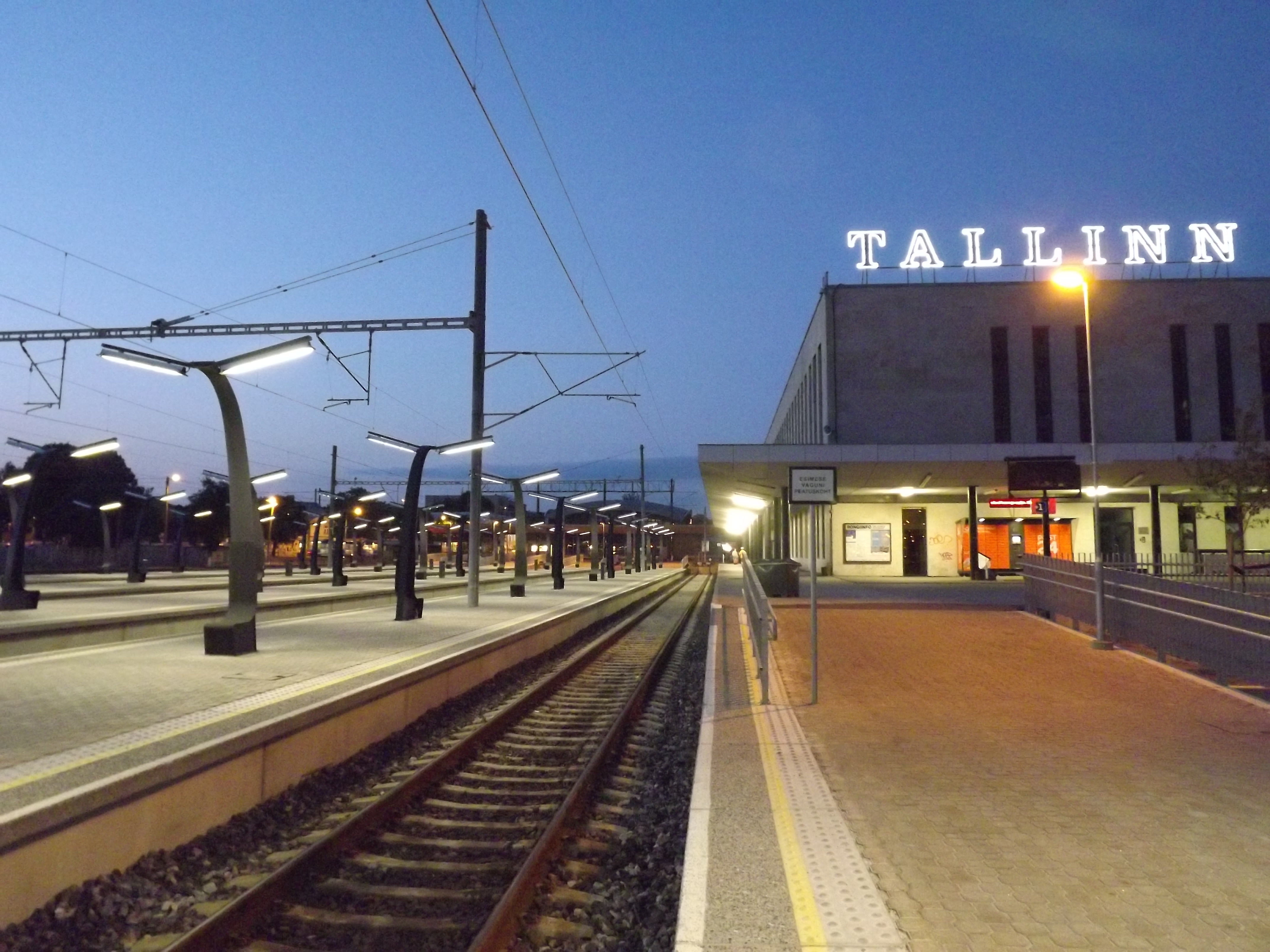
Quais.
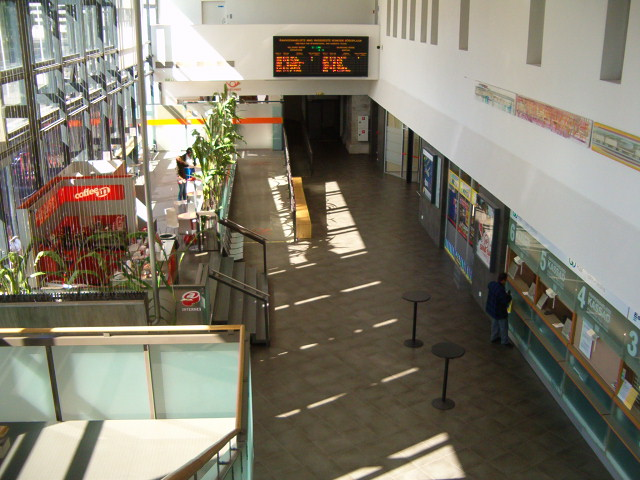
Intérieur en 2009.

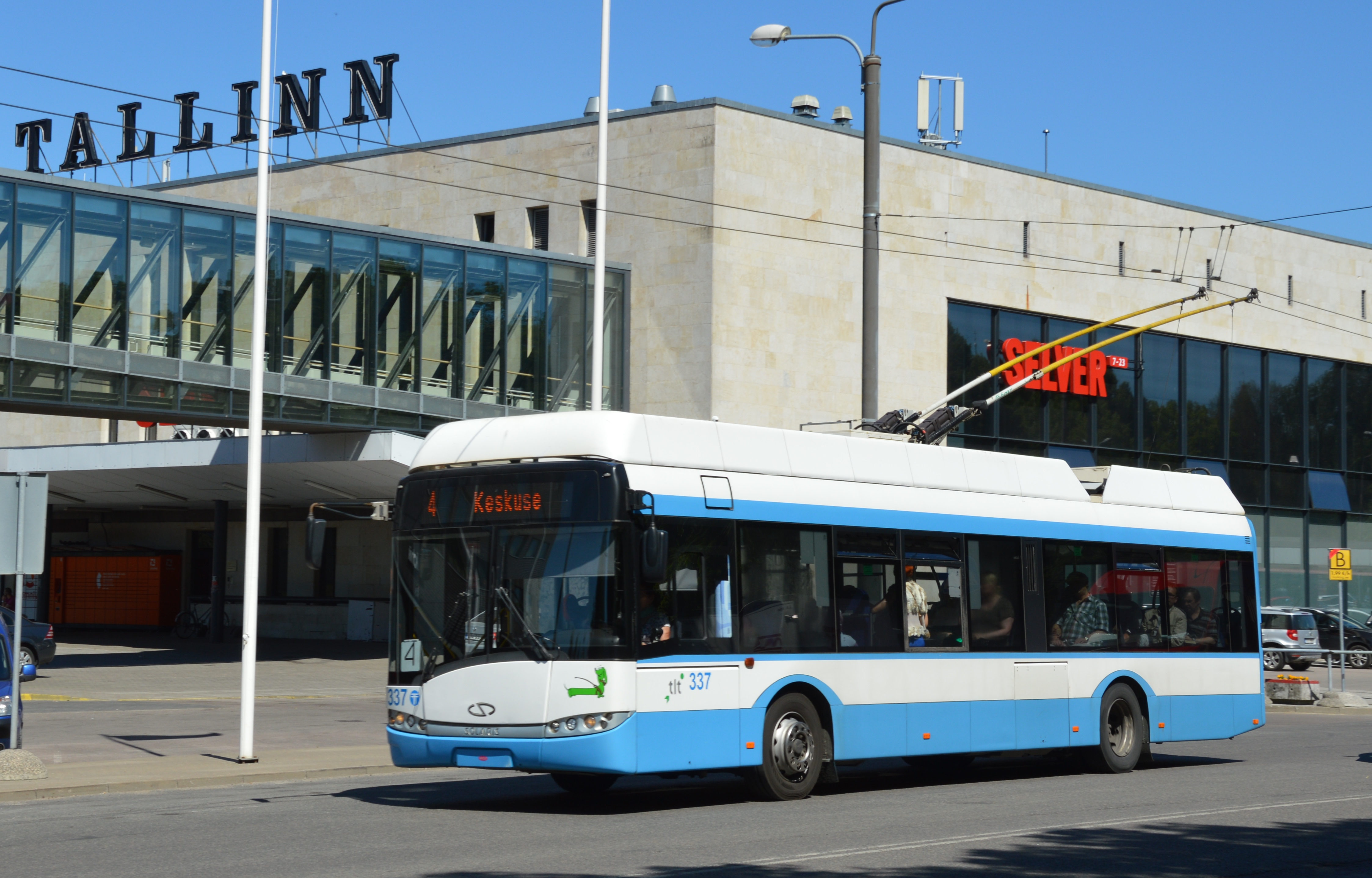
Trolleybus no. 4.
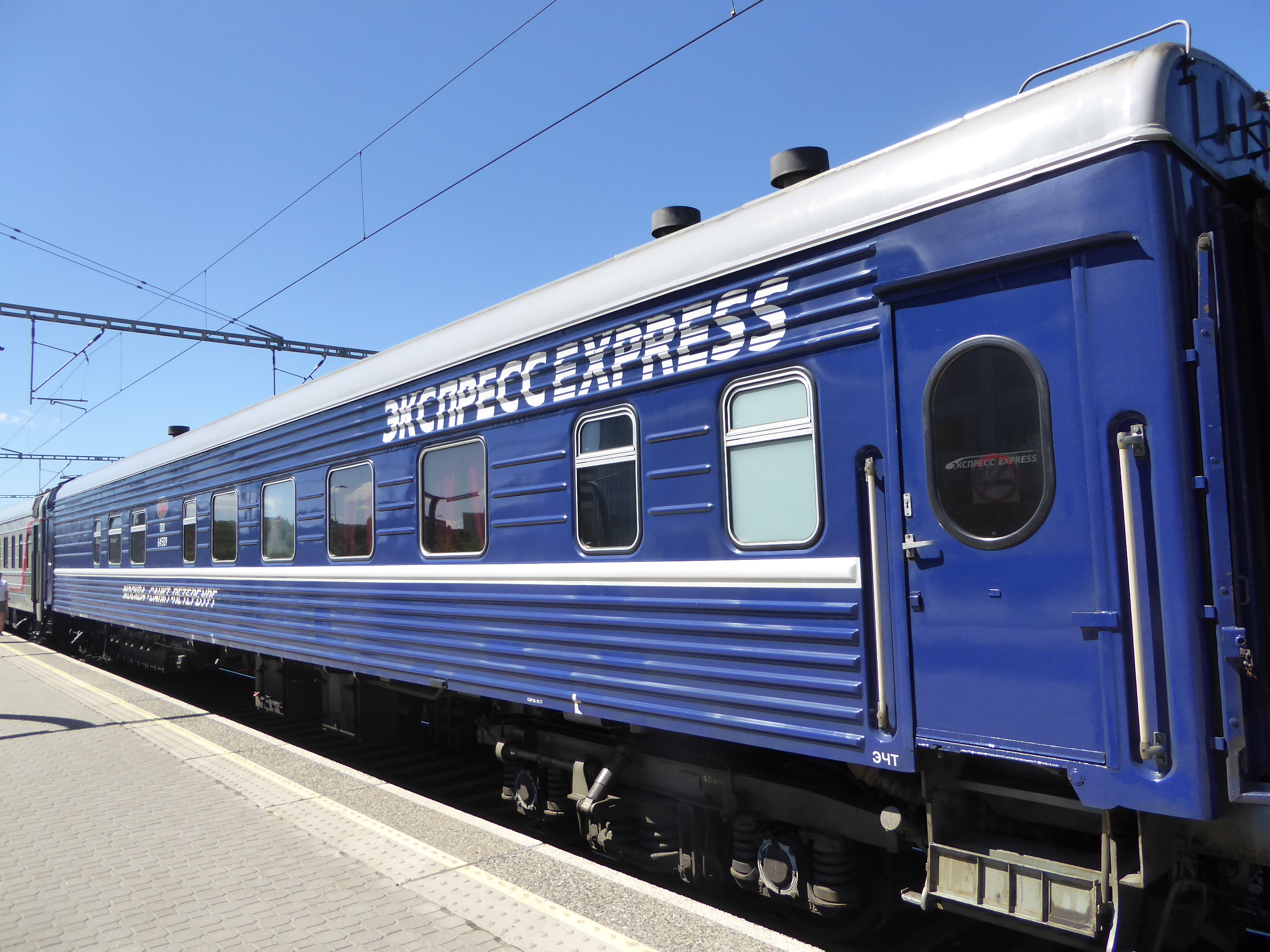
Train pour Moscou.
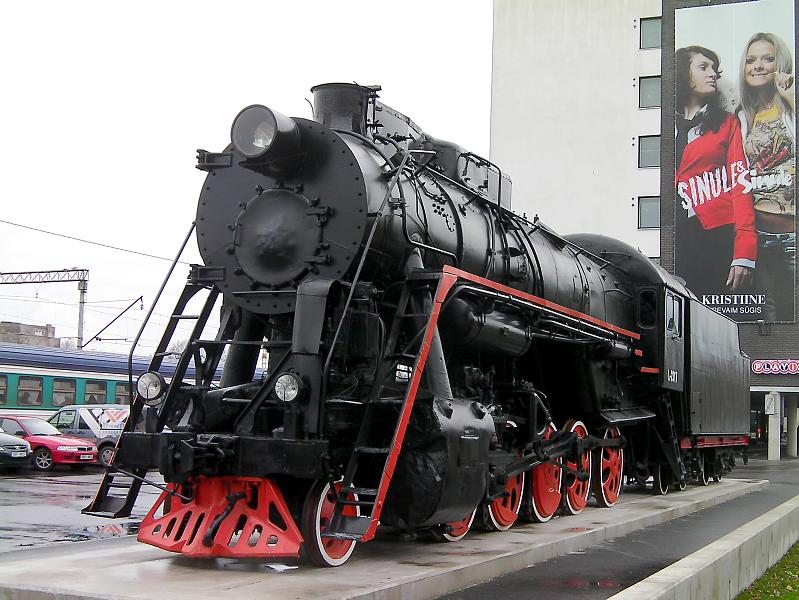
Locomotive L-2317.